# Philoktetes

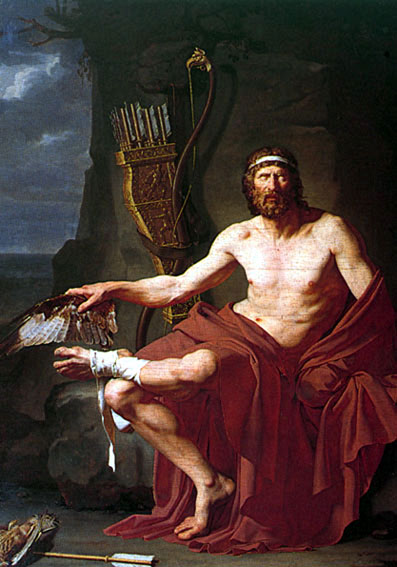
Bild des Philoktetes von Germain-Jean Drouais, um 1786

Philoktetes (altgriechisch Φιλοκτήτης Philoktḗtēs, deutsch auch Philoktet) ist in der griechischen Mythologie der Sohn König Poias’ von Meliboia in Thessalien und der Demonassa (oder der Methone). Er begleitete als einer der Argonauten Iason auf der Suche nach dem Goldenen Vlies und nahm auf Seiten der Griechen am Trojanischen Krieg teil.

## Mythos

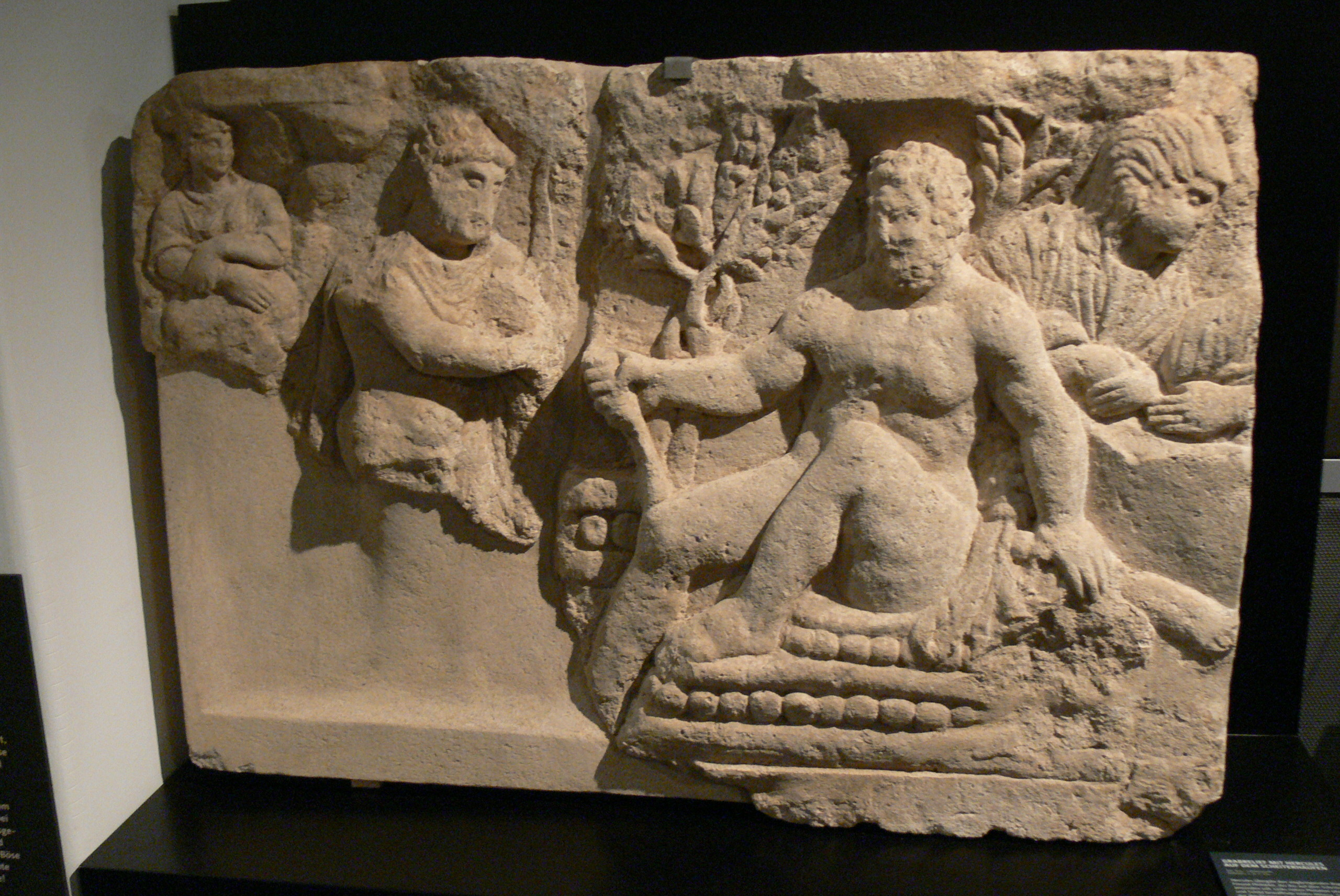
Herakles mit Philoktet am Scheiterhaufen (Grabrelief, 2. Jahrhundert n. Chr.)

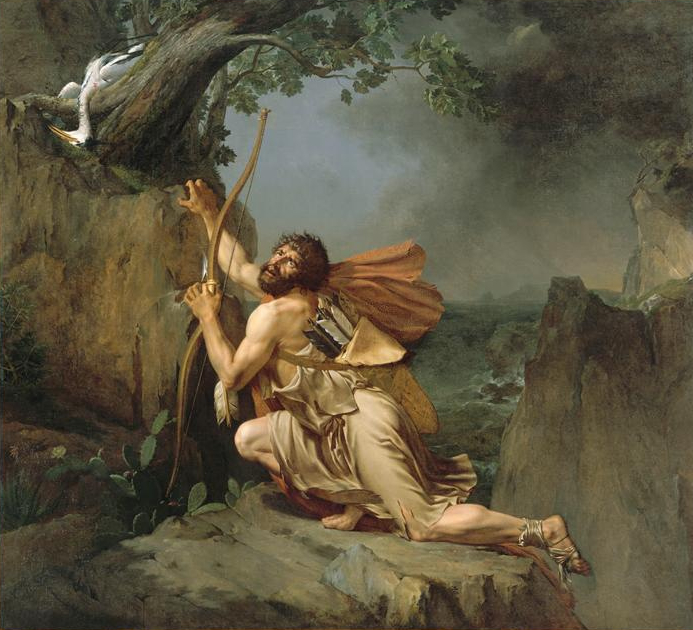
Philoktetes auf der Insel Lemnos von Guillaume Guillon-Lethière

Der Sage nach fiel Philoktet und seinen Waffen eine entscheidende Rolle bei der Eroberung Trojas zu.  Bei Homer nur mehrfach kurz erwähnt, wurde die Sage in späteren Dichtungen (Kykliker, Tragiker) weiterentwickelt.
In seiner Jugend war er mit dem griechischen Helden Herakles befreundet und dessen Waffenträger. Als sich für die Selbstverbrennung des Herakles niemand fand, der den von ihm zu diesem Zweck aufgeschichteten Scheiterhaufen auf dem Berg Oita entzünden wollte, übernahm Philoktetes die Aufgabe. Dafür hinterließ ihm Herakles seinen Bogen und die Giftpfeile, die in das giftige Blut oder die Galle der Hydra getaucht worden waren.
Als der trojanische Prinz Paris Helena von Sparta geraubt hatte, fuhr Philoktetes als einer der Anführer der griechischen Streitkräfte mit sieben Schiffen gegen Troja. Auf dem Weg wurde er jedoch auf der Insel Chryse bei einer Rast von einer Schlange, wahrscheinlich einer Natter, gebissen. Da die Griechen seine Schmerzensschreie und den Gestank seiner Wunde nicht ertragen konnten, übernahm es Odysseus, ihn mit einer List auf der Insel Lemnos auszusetzen, was ihm den langanhaltenden Groll des Philoktetes zuzog.
Im zehnten Kriegsjahr beschlossen die Griechen, ihn zurückzuholen, da der troische Seher und Sohn des Priamos Helenos prophezeit hatte, dass der Krieg nur mit Hilfe der Pfeile des Herakles zu gewinnen sei. Gleichzeitig erschien dem siechen Philoktetes der tote Herakles und stellte ihm Heilung vor Troja in Aussicht. Odysseus und Achilleus’ Sohn Neoptolemos (nach anderer Version Odysseus und Diomedes), von den Griechen nach Lemnos entsandt, trafen den schwer kranken Philoktetes auf der Insel an. Dieser hatte sich geschworen, nachdem er ausgesetzt worden war, nie wieder für die Griechen zu kämpfen. Odysseus schickte daher Neoptolemos auf die Insel vor, um Philoktetes zu überreden, ihm den Bogen zu geben. Einer Version zufolge stürzte dieser am Strand, und der Bogen fiel ihm aus den Händen. Neoptolemos hätte Bogen und Pfeile leicht an sich bringen können, half dem Gestürzten aber stattdessen auf und bewog ihn dann doch mit Odysseus’ Hilfe, mit nach Troja zu kommen. Als er dort eintraf, wurde er von Machaon (oder Podaleirios oder Asklepios) geheilt. Zur Versöhnung beschenkten die Griechen Philoktetes reich: mit sieben trojanischen Jungfrauen, zwölf Dreifüßen und zwanzig Rossen. Philoktetes erschoss alsbald Paris mit einem der Pfeile des Herakles.
Er galt als der beste Bogenschütze der Griechen; Homer lässt in der Odyssee den Odysseus von sich selbst sagen, dass er nach Philoktetes wohl der beste Bogenschütze seiner Zeit sei.
Philoktet soll nach dem Fall Trojas in seine Heimat zurückgekehrt und nach einem Aufstand gegen ihn nach Italien verschlagen worden sein, wo er mehrere Städte (darunter Petilia in Kalabrien) gegründet und die Pfeile des Herakles dem Apoll geweiht haben soll. Dann sei er im Krieg gefallen.

## Bearbeitungen

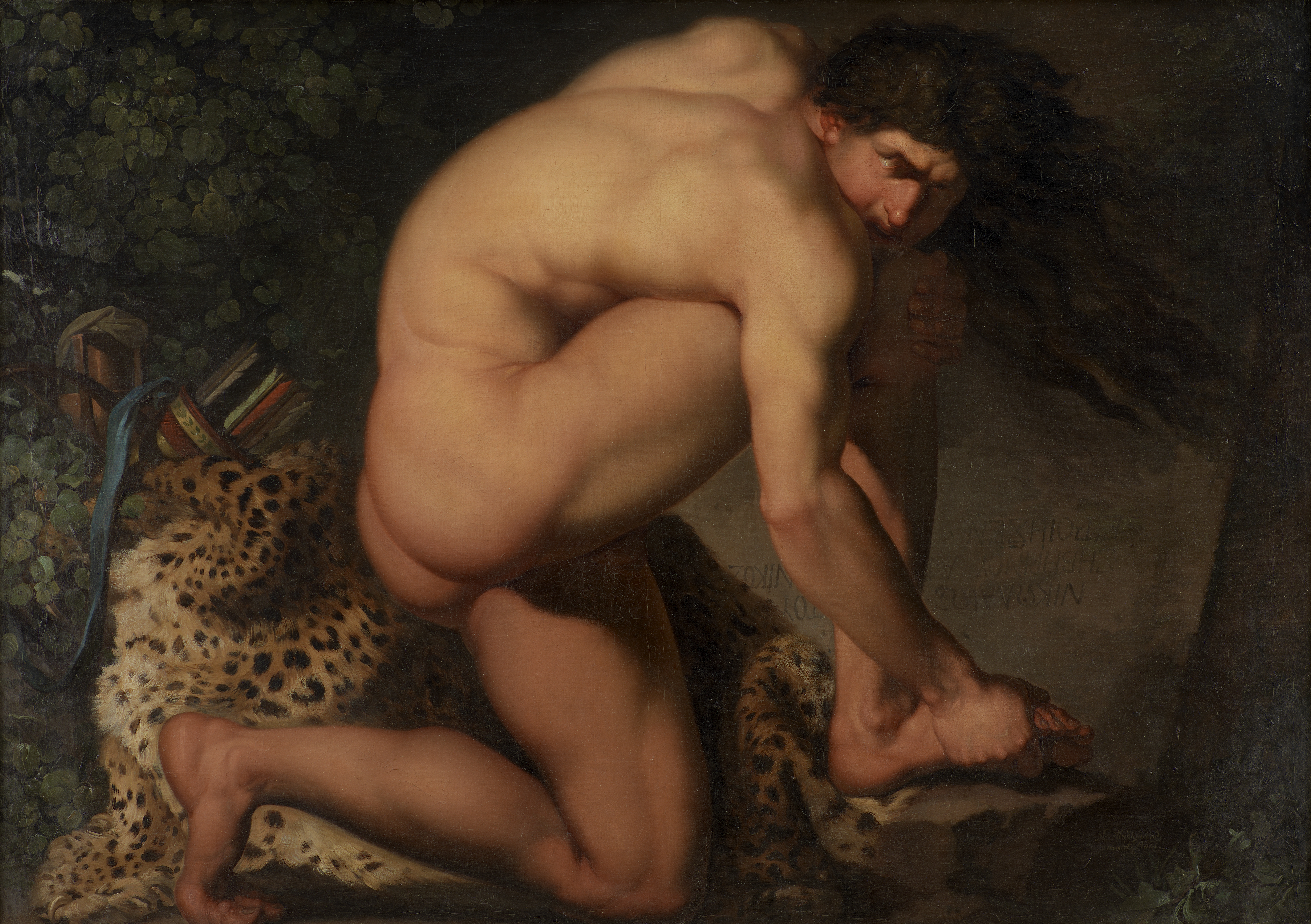
Der verwundete Philoktetes, Gemälde von Nicolai Abildgaard, 1775

### Antike
Der Philoktet-Stoff wurde bereits in der Antike unter anderen von Aristoteles, Pindar, Vergil, Ovid, Seneca, Quintilian und Quintus von Smyrna aufgegriffen. Auch die drei großen klassischen Dramatiker haben das Thema bearbeitet. Die Texte der Dramen von Aischylos und Euripides sind verschollen, der des 409 v. Chr. uraufgeführten Philoktetes des Sophokles ist erhalten. Daneben ist ein Vergleich der drei Werke von Dion Chrysostomos überliefert.

### Neuzeit
- François Fénelon: Les Aventures de Télemaque, 1699 (Philoktet widerruft darin seinen Hass gegen Odysseus)
- Josef Victor Widmann: Oenone. Drama in fünf Aufzügen, 1879 (letzte Fassung in Moderne Antiken, 1911)
- André Gide: Philoctète ou Le Traité des trois morales, 1899
- Wilhelm Büchner (Übersetzer): Philoktet.
- Bernt von Heiseler: Philoktet. Nach dem Drama des Sophokles. Ehrenwirth, München 1948
- Heiner Müller: Philoktet, Uraufführung 1968
- Kae Tempest: Paradise, Uraufführung 4. August 2021[10]
- Derek Walcott lässt sein Epos Omeros mit der Rede des Fischers „Philoctete“ mit einer verheilten Narbe am Bein beginnen.